# Naiche

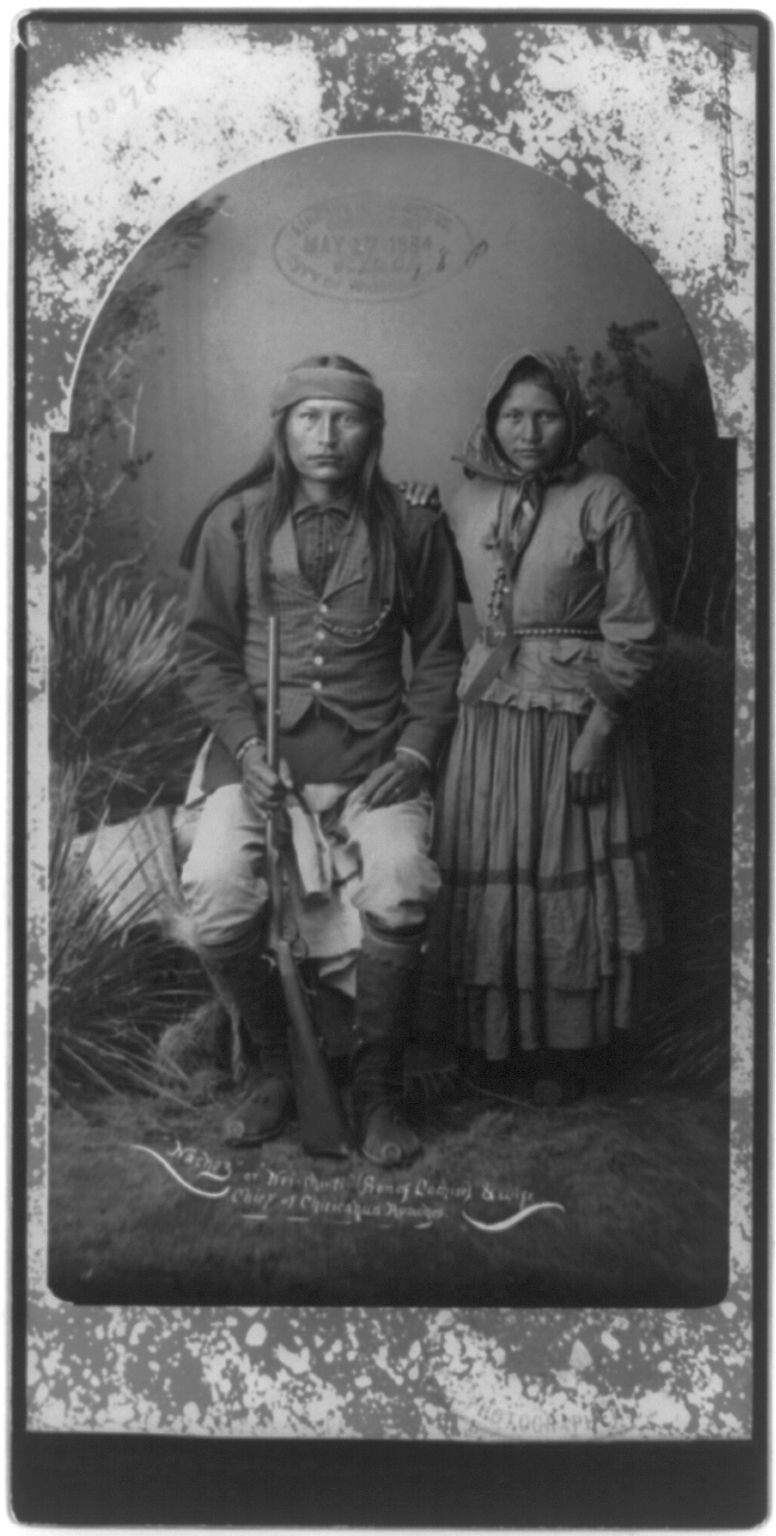
Naiche mit seiner ersten Frau Nadeyole (um 1884)

Naiche (* zwischen 1856 und 1858; † 1919 in der Mescalero-Reservation, New Mexico, USA) war ein Anführer und Häuptling der Chokonen-Apachen (auch als Chiricahua-Apachen bezeichnet).
Naiche war der zweite Sohn von Cochise. Während seiner Jugend traf Naiche mit Geronimo zusammen. Dieser wurde auf Grund seines Status als Medizinmann der Lehrer von Naiche. Nach dem Tod seines Vaters Cochise wurde Naiches älterer Bruder Taza Häuptling. Dieser starb nur zwei Jahre später und das Amt ging auf Naiche über. In den 1880er Jahren schloss sich Naiche mit seinen Kriegern Geronimo im Krieg gegen die US-Truppen an.
Naiche hatte mit seinen drei Frauen 15 Kinder. Seine erste Frau Nadeyole starb am 24. Dezember 1896 als Kriegsgefangene im Fort Sill in Oklahoma. Die zweite Frau war Eclah-eh, eine Verwandte Geronimos, sie starb 1909 ebenfalls im Fort Sill. Die dritte und jüngste Frau war Ha-o-zinne, eine Tochter von Beshe und Ugohun. Sie erlag 1913 auf dem Weg zum Mescalero-Apachen-Reservat einem Herzinfarkt.
Nach dem Ende des Krieges 1886 lebte Naiche bis 1913 als Kriegsgefangener in Florida, Alabama und im Fort Sill in Oklahoma. 1919 starb er in der Mescalero-Reservation in New Mexico.